# 真岡信用組合
真岡信用組合（もおかしんようくみあい）は、栃木県真岡市に本店を置く信用組合。
1952年3月設立。ATMでは、しんくみ お得ねっと提携信用組合のカードによる出金は自組合扱いとなる。